# Tha Blaqprint
Albums de Blaq Poet
Rewind: Deja Screw
(2006) Collection Rare Tracks
(2009)
Tha Blaqprint est le troisième album studio de Blaq Poet, sorti le 30 juin 2009.
L'album a été entièrement produit par DJ Premier, à l'exception de deux titres : U Phucc'd Up, produit par Easy Mo Bee, et Sichuwayshunz, produit par Gemcrates.

## Liste des titres

### Disque 1
| No  | Titre                                                               | Contient un (des) sample(s) de | Durée |
| --- | ------------------------------------------------------------------- | --- | ----- |
| 1.  | I-Gititin'                                                          | Tha Way It Iz de Big Shug | 3:48  |
| 2.  | U Phucc’d Up (featuring KL)                                         | The Facade de Melba Moore | 3:36  |
| 3.  | Ain't Nuttin Changed                                                | Daisy Lady de 7th Wonder Hundreds And Thousands of Guys de Patti Drew Ain't No Woman (Like the One I've Got) des Four Tops I'll Still Kill de 50 Cent featuring Akon | 3:39  |
| 4.  | What's the Deal?                                                    | Message from Poet de Blaq Poet That Let's Me Know I'm In Love de McFadden & Whitehead                                                                                | 3:06  |
| 5.  | Legendary Pt. 1 (featuring Nick Javas et NYGz)                      | Heartz of Men de 2Pac Warning de Notorious B.I.G. Get Down de Nas | 3:34  |
| 6.  | Hood Crazy                                                          | | 3:55  |
| 7.  | Voices                                                              | Masterpiece de Grover Washington, Jr. | 3:41  |
| 8.  | Hate (featuring N.O.R.E.)                                           | Looking at the Front Door de Main Source Da Mystery of Chessboxin' de Wu-Tang Clan                                                                                   | 3:11  |
| 9.  | Sichuwayshunz                                                       | How Do You Feel the Morning After de Millie Jackson | 4:17  |
| 10. | Stretch Marks & Cigarette Burns (featuring Panchi et Imani Montana) | | 3:20  |
| 11. | S.O.S.                                                              | Run Away de Billy Strange | 3:27  |
| 12. | Let the Guns Blow                                                   | All In Love Is Fair de Nancy Wilson | 2:37  |
| 13. | Don't Give a Fucc                                                   | Les Tueurs de Reinhardt Wagner | 2:55  |
| 14. | Rap Addiction (featuring Lil’ Fame et Shabeeno)                     | I Ain't No Joke d'Eric B. & Rakim Two Turntables & A Mic de Black Moon Rehab d'Amy Winehouse                                                                         | 3:39  |
| 15. | Never Goodbye                                                       | Girl, I Wanna Get Right Up Next to You de Mammatapee! Never Can Say Goodbye des Jackson 5                                                                            | 3:00  |

### Disque 2 (Instrumental)
| No  | Titre                           | Contient un (des) sample(s) de                                                                                             | Durée |
| --- | ------------------------------- | --- | ----- |
| 1.  | I-Gititin'                      | | 3:48  |
| 2.  | U Phucc’d Up                    | | 3:36  |
| 3.  | Ain't Nuttin Changed            | Daisy Lady de 7th Wonder Hundreds And Thousands of Guys de Patti Drew Ain't No Woman (Like the One I've Got) des Four Tops | 3:39  |
| 4.  | What's the Deal?                | Message from Poet de Blaq Poet That Let's Me Know I'm In Love de McFadden & Whitehead                                      | 3:06  |
| 5.  | Legendary Pt. 1                 | | 3:34  |
| 6.  | Hood Crazy                      | | 3:55  |
| 7.  | Voices                          | Masterpiece de Grover Washington, Jr.                                                                                      | 3:41  |
| 8.  | Hate                            | | 3:11  |
| 9.  | Sichuwayshunz                   | | 4:17  |
| 10. | Stretch Marks & Cigarette Burns | | 3:20  |
| 11. | S.O.S.                          | Run Away de Billy Strange                                                                                                  | 3:27  |
| 12. | Let the Guns Blow               | All In Love Is Fair de Nancy Wilson                                                                                        | 2:37  |
| 13. | Don't Give a Fucc               | Les Tueurs de Reinhardt Wagner                                                                                             | 2:55  |
| 14. | Rap Addiction                   | | 3:39  |
| 15. | Never Goodbye                   | Girl, I Wanna Get Right Up Next to You de Mammatapee!                                                                      | 3:00  |